# Schengen-Besitzstand

Geltungsbereich des Schengen-Besitzstands

Mit Schengen-Besitzstand (französisch acquis de Schengen, englisch Schengen acquis, spanisch acervo de Schengen, italienisch acquis di Schengen, niederländisch Schengen-acquis, im Deutschen deshalb auch häufig als Schengen-Acquis bezeichnet) wird eine Reihe ursprünglich auf völkerrechtlicher Grundlage getroffener Vereinbarungen und Ausführungsbeschlüsse einzelner Staaten über die Beseitigung der Binnengrenzkontrollen bezeichnet, die unter diesem Sammelbegriff am 1. Mai 1999 in das Recht der Europäischen Union überführt worden sind.

## Geschichte
Der Schengen-Acquis entstand mit dem Vertrag von Amsterdam vom 2. Oktober 1997, der der Europäischen Union in Art. 73 j EG (konsolidiert: Art. 62 EG), heute in veränderter Form in Art. 77 Abs. 2 AEUV, Zuständigkeiten im Bereich des neu entstandenen Raums der Freiheit, der Sicherheit und des Rechts einräumte. Hierzu gehörten u. a.
- Maßnahmen, die sicherstellen, dass Unionsbürger und Drittstaatsangehörige beim Überschreiten der Binnengrenzen nicht kontrolliert werden,
- Maßnahmen bezüglich des Überschreitens der Außengrenzen der Europäischen Union, u. a. Normen und Verfahren über die Durchführung der Personenkontrollen, über Visa für geplante Aufenthalte von höchstens drei Monaten, Visabefreiungen, der einheitlichen Visumgestaltung und Vorschriften für ein einheitliches Visum,
- Maßnahmen zur Festlegung der Bedingungen, unter denen Drittstaatsangehörige während eines Aufenthalts von höchstens drei Monaten Reisefreiheit genießen.

Im Anhang zum Vertrag von Amsterdam findet sich das Protokoll zur Einbeziehung des Schengen-Besitzstands in den Rahmen der Europäischen Union.

## Gegenstand, Umfang
Zum Schengen-Besitzstand gehören gemäß Art. 311 EG in der Fassung des Vertrags von Amsterdam i. V. mit dem Protokoll zur Einbeziehung des Schengen-Besitzstands in den Rahmen der Europäischen Union
- das Schengener Übereinkommen vom 14. Juni 1985,
- das Schengener Durchführungsübereinkommen (SDÜ) vom 19. Juni 1990,
- die bisherigen Beitrittsprotokolle und -übereinkommen mit Italien, Spanien und Portugal, Griechenland, Österreich, Dänemark, Finnland und Schweden,
- die Beschlüsse und Erklärungen des Exekutivausschusses gemäß Artikel 131–133 SDÜ,
- die Beschlüsse der Zentralen Gruppe, zu denen diese vom Exekutivausschuss ermächtigt worden ist,
- eine Liste der Rechtsakte, die von den Gremien, denen der Exekutivausschuss Entscheidungsbefugnisse übertragen hat, zwecks Durchführung des Übereinkommens angenommen worden sind.

Um welche Regelungen es sich dabei im Einzelnen handelt, ergibt sich aus dem Beschluss des Rats vom 20. Mai 1999, die an anderer Stelle in einer 473-seitigen Zusammenstellung im Wortlaut abgedruckt sind.

## Geltungsbereich
Der Schengen-Besitzstand gilt grundsätzlich in allen Mitgliedstaaten der Europäischen Union, jedoch mit folgenden Besonderheiten:
Großbritannien und Irland haben sich am Wegfall der Binnengrenzkontrollen an ihren Außengrenzen (anders als zwischen ihren Ländern) zu keiner Zeit beteiligt und wenden daher auch den Schengen-Besitzstand grundsätzlich nicht an. Nach dem EU-Austritt des Vereinigten Königreichs ist nur noch Irland berechtigt, jederzeit für die Anwendung einzelner oder aller Bestimmungen des Schengen-Besitzstands und seiner Weiterentwicklung zu optieren.
Dänemark hat den Schengen-Besitzstand vollständig übernommen, beteiligt sich aber an seiner Weiterentwicklung nur nach nationaler Billigung. Dabei wird von Fall zu Fall über eine Annahme entschieden. Nimmt Dänemark eine Regelung an, ist das Land gegenüber der Europäischen Union auf völkerrechtlicher Grundlage gebunden.
In neuen Mitgliedstaaten gilt der Schengen-Besitzstand schrittweise in Abhängigkeit vom Vorliegen der infrastrukturellen Voraussetzungen. Er wird nach und nach in Kraft gesetzt. Diese Staaten sind daher noch keine Vollanwender. Grenzkontrollen an den Binnengrenzen werden erst nach einer Evaluierung aufgehoben, die in Übereinstimmung mit dem geltenden Schengen-Evaluierungsmechanismus erfolgt und zu dem Schluss kommt, dass alle Voraussetzungen für die ordnungsgemäße Anwendung der Maßnahmen des Schengen-Besitzstands, die die Aufhebung der Kontrollen an den Binnengrenzen ermöglichen, gegeben sind.
Keine uneingeschränkte Anwendung findet der Schengen-Besitzstand derzeit noch in der Republik Zypern.
Der Schengen-Besitzstand ist aufgrund völkerrechtlicher Vereinbarungen auch von Island, Liechtenstein, Norwegen und der Schweiz übernommen worden.
Neue EU-Beitrittskandidaten sind verpflichtet, den Schengen-Besitzstand vollständig zu übernehmen. Länder, die den Schengen-Besitzstand vollständig übernommen haben, bilden den Schengen-Raum.

## Rechtsnatur und Weiterentwicklung
Die genaue Rechtsnatur des Schengen-Besitzstands aus europarechtlicher Sicht ist unklar und wurde auch ungeregelt gelassen.
De jure bestehen die völkervertraglichen Vereinbarungen in ihrer ursprünglichen Fassung fort – sie sind in ihrer Urfassung im Fundstellennachweis des geltenden deutschen Bundesrechts weiterhin gelistet –, de facto gelten sie aber nur noch in der geänderten Fassung des europäischen Rechts. So sind beispielsweise von dem Schengener Durchführungsübereinkommen mit über 142 Artikeln inzwischen viele Bestimmungen außer Kraft getreten oder – oft ohne formal aufgehoben worden zu sein – durch Richtlinien oder Verordnungen der Europäischen Union ersetzt worden, oder werden nicht mehr angewendet.
Die künftige Weiterentwicklung vollzieht sich nach dem Verfahrensrecht der Europäischen Union. Der mit dem Schengener Durchführungsübereinkommen konstituierte Exekutivausschuss wurde durch den Vertrag vom Amsterdam aufgelöst; seine Funktionen übernimmt seitdem der Rat.
Richtlinien oder Verordnungen der Europäischen Union, die den Schengen-Besitzstand weiterentwickeln, werden in den Erwägungsgründen als solche bezeichnet und müssen von denjenigen Staaten, in denen sie nicht unmittelbar gelten (Island, Liechtenstein, Norwegen, Schweiz, optional Dänemark), in nationales Recht umgesetzt werden.